# Atyria nanipennis
Atyria nanipennis là một loài bướm đêm trong họ Geometridae.